# Xylosciara separata
Xylosciara separata är en tvåvingeart som beskrevs av Hans-Georg Rudzinski 1996. Xylosciara separata ingår i släktet Xylosciara och familjen sorgmyggor.
Artens utbredningsområde är Slovakien. Inga underarter finns listade i Catalogue of Life.